# Федерація волейболу України
Федерація волейболу України  — всеукраїнська громадська незалежна спортивна організація, заснована 16 листопада 1991 року. Головна мета її діяльності — сприяння всебічному розвитку всіх видів волейболу в Україні, у тому числі пляжного, паркового, волейболу на снігу, ветеранського волейболу, аматорського, студентського та дитячого волейболу. Член Національного олімпійського комітету України.

## Історія
1991 року всі основні волейбольні турніри СРСР відбувалися в українських містах. 22-30 березня у Києві пройшла Х Спартакіада народів СРСР, де перемогла чоловіча збірна УРСР. Саме там уперше серйозно заговорили про необхідність створення окремої української федерації. Вже 16 червня відбулася попередня Установча конференція Федерації волейболу України. Було обрано 118 делегатів від усіх областей, серед яких присутніми виявилися 94. Президентом ФВУ призначили Віктора Федюшина, а члени Виконкому та голови обласних федерацій склали Раду Федерації волейболу України й затвердили основу І Статуту ФВУ.
Після проголошення незалежності України 24 серпня 1991 року виникла необхідність перевести діяльність волейбольної федерації на офіційний рівень І 16 листопада відбулася нова Установча конференція ФВУ, від якої й розпочала свій літопис історія волейболу незалежної України.
Тоді в Києві зібралися 64 делегати із 83 заявлених, і керівний склад організації обрали наступний: президент ФВУ — Валерій Ходєєв; члени Виконкому: О. Устенко — віцепрезидент, голова фінансово-економічної комісії, М. Паніч — виконавчий директор, голова матеріально-технічної комісії, Натан  Дивінський — відповідальний секретар, голова оргмасової комісії, Володимир Туровський — голова спортивно-технічної комісії, Михайло Овсянкін — голова комісії дитячо-юнацького спорту та підготовки резерву, Ю. Крюков — голова комісії ветеранів, М. Носко — голова науково-методичної комісії, С. Клопов, Євген Карельський — голова комісії пропаганди, Борис Іцковський — голова комісії міжнародних спортивних зв'язків. Також було прийнято та затверджено Статут Федерації волейболу України.

## Керівництво
- Президент — Михайло Мельник
- Генеральний секретар — Катерина Біляченко
- Перший віцепрезидент — Олександр Герега
- Віцепрезидент — Олександр Герега
- Віцепрезидент — Володимир Дубинський
- Віцепрезидент — Ігор Цепенда
- Віцепрезидент — Олександр Оніщук
- Віцепрезидент — Володимир Ширма